# Phan Quốc Việt
Phan Quốc Việt (sinh ngày 20 tháng 10 năm 1980) tại Quảng Nam, ông là một doanh nhân người Việt Nam, là người sáng lập kiêm Tổng giám đốc Công ty Cổ phần công nghệ Việt Á, là một thủ phạm trong Vụ án sai phạm tại Công ty cổ phần Công nghệ Việt Á diễn ra trong bối cảnh đại dịch COVID-19.

## Quê quán
Theo thông tin từ cơ quan công an, Phan Quốc Việt sinh ngày 20 tháng 10 năm 1980, quê ở huyện Thăng Bình, tỉnh Quảng Nam, đang thường trú tại phường 9, quận Phú Nhuận, Thành phố Hồ Chí Minh, còn chỗ ở hiện nay là tại phường 1, Quận 4, Thành phố Hồ Chí Minh.

## Sự nghiệp
Phan Quốc Việt tốt nghiệp cử nhân ngành Sinh học phân tử trường, Đại học Quốc gia Hà Nội. Năm 2007, sau khoảng hơn 10 năm ra trường, Việt thành lập Công ty Cổ phần Công nghệ Việt Á với số vốn 80 triệu đồng góp từ 5 thành viên.
Theo đăng ký lần đầu Công ty cổ phần Thương mại - Sản xuất và Dịch vụ Việt Á, trụ sở chính tại số 372A/8 Hồ Văn Huê, phường 9, quận Phú Nhuận, TP.HCM. Phan Quốc Việt là người đại diện pháp luật kiêm Tổng Giám đốc của Việt Á. Thời điểm thành lập Công ty Việt Á vào năm 2007, Phan Quốc Việt đăng ký địa chỉ thường trú ở tổ 9, khu phố 1, thị trấn Hà Lam, huyện Thăng Bình, tỉnh Quảng Nam.
Phan Quốc Việt còn là người đại diện của loạt doanh nghiệp khác như: Công ty TNHH Thế giới Đất Việt, CTCP Kỹ thuật Việt Á, CTCP Đầu tư Đức Ân, CTCP Tư vấn đầu tư Dịch vụ Tâm An, CTCP Kỹ thuật Việt Á, CTCP đầu tư Việt Á Y Dược 99.

## Hoạt động trong lĩnh vực y tế
Phan Quốc Việt là cổ đông sáng lập, từng nắm giữ 30% vốn Vinbiocare, song đã triệt thoái vốn khỏi công ty này từ tháng 8/2021.

## Điều tra và khởi tố
C03 (Bộ Công an) đã ra quyết định khởi tố bị can đối với Phan Quốc Việt để điều tra về những sai phạm trong việc nâng khống giá kit test COVID-19.
Theo lời khai ban đầu của kit xét nghiệm , Việt đã "bắt tay" với các đối tác nâng khống giá kit xét nghiệm lên hơn 300%, số tiền Việt Á thu lợi bất chính trong vụ này là trên 1.200 tỷ đồng; đưa hối lộ 3,45 triệu USD và 4 tỉ đồng; số tiền "hoa hồng" mà Việt Á chi cho các "đối tác" là gần 800 tỷ đồng.